# عبدالعلی نجفی
عبدالعلی نجفی یکی از اعضای سپاه پاسداران انقلاب اسلامی است که سابقه فرماندهی سپاه انصارالمهدی و منطقه مقاومت بسیج استان فارس را داشته‌است.

## زندگی‌نامه
نجفی در سال ۱۳۳۹ متولد شد. او قبل از شروع جنگ در شهر فسا به عنوان معلم مشغول به فعالیت بوده‌است. او در طول ۸ سال جنگ ایران و عراق ۵ بار مجروح شد که شدیدترین آن‌ها مجروحیت از ناحیه ریه بوده.
وی پس از جنگ ایران و عراق تحصیلات خود را در رشته جغرافیای سیاسی ادامه داد و هم‌اکنون دارای مدرک دکترا در زمینه دفاع و استراتژیک است.
نجفی چند سال به عنوان فرمانده گارد ریاست‌جمهوری در زمان تصدی محمود احمدی‌نژاد فعالیت می‌کرد و در خرداد ۱۳۹۰ از سمت خود استعفا کرد.
از دیگر سوابق عبدالعلی نجفی؛ فرماندهی سپاه حفاظت انصارالمهدی و فرماندهی نیروی مقاومت بسیج استان فارس است.

## اتهامات
عبدالعلی نجفی در رساله زمین و انباشت ثروت عبدالله شهبازی به فساد مالی و زمین‌خواری متهم شد. عبدالله شهبازی با شکایت نجفی و به اتهام نشر اکاذیب به ۱۷ ماه حبس محکوم شد و به زندان رفت.
پس از طرح این اتهامات، نجفی از فرماندهی سپاه حفاظت انصار المهدی برکنار شد.